# Moskovska enotirnična železnica
Moskovska enotirnična železnica (rusko Московский монорельс, latinizirano: Moskovskij monorel's) je enotirnična nadzemna železniška proga v severnem delu ruske prestolnice. Vključena je v mrežo moskovskega metroja kot linija 13 in povezuje območje okoli Vseruskega razstavnega centra (VDNH) s postajami podzemne železnice: VDNH (na liniji 6), Fonvisinska (na liniji 10) in Timirjazevska (na liniji 9). Proga ima trenutno šest postaj.
Je edina enotirnična železnica v Rusiji. Njeno načrtovanje se je začelo leta 1998. Za ruska podjetja, ki niso imela predhodnih izkušenj z gradnjo tovrstnih sistemov, je predstavljala unikaten projekt. Njena gradnja je stala okoli 6,3 milijarde rubljev (okoli 180 mio. evrov po tedanjem menjalnem tečaju).
Po otvoritvi 20. novembra 2004 je proga sprva obratovala po »izletniškem režimu« z okrnjenim voznim redom, januarja 2008 pa je prešla na »prevozni režim« s pogostejšimi vožnjami. Cena vozovnic je bila izenačena s ceno vožnje z moskovsko podzemno železnico; leta 2012 so bile cene vozovnic še vedno usklajene, ni pa bilo več mogoče med sistemoma uporabljati vozovnic za več voženj. Od 1. januarja 2013 so vse vozovnice podzemne železnice veljavne za enotirnično železnico, prestopanje s podzemne na enotirnično železnico in obratno pa je brezplačno 90 minut po prvem vstopu. Po izgradnji železnice se je večkrat špekuliralo o njenem zaprtju in demontaži.

## Zgodovina

### Načrtovanje
Zastoji so v 1990-ih letih na moskovskih cestah močno ovirali površinski javni prevoz, kar je obudilo zanimanje za enotirnično železnico. Po ocenah, objavljenih v medijih, bi bila gradnja enotirnične železnice 5- do 7-krat cenejša od gradnje novih linij podzemne železnice.
Odločitev za začetek načrtovanja gradnje enotirnične železnice v Moskvi je sprejel tedanji župan Jurij Lužkov po posvetovanju z Jurijem Solomonovim, vodjo Moskovskega inštituta za termalne tehnologije (MITT) in bližnjim sodelavcem, s katerim sta patentirala 19 izumov, vključno s patentom RU 2180295 »Transportni sistem enotirnične železnice«. Poleg tega je Solomonov vodil župansko volilno kampanjo Lužkova. MITT je v preteklosti razvijal vojaško tehnologijo, vendar ni imel predhodnih izkušenj s konstruiranjem enotirničnih železnic. Na koncu 1990-ih je MITT nujno potreboval financiranje in je iskal pogodbe z vlado Moskve.
17. julija 1998 je Lužkov konzorciju, ki so ga sestavljali MITT, Urad za transport in komunikacije ter Inštitut za splošno načrtovanje mesta Moskve, dal nalogo oblikovati program moskovske enotirnične železnice in pripraviti predhodno tehnološko in ekonomsko upravičenje za razvoj enotirničnih prog v Moskvi. Naloge so bile določene v odloku 777-RP »O financiranju projektnih del za enotirnični transport«. MITT je prejel 1,4 mio. rubljev iz moskovskega mestnega proračuna. Za nadzor projekta je bil zadolžen podpredsednik vlade Moskve B. V. Nikolski.
2. septembra 1998 je Lužkov podpisal odlok 996-RP »O oblikovanju in gradnji novih vrst hitrega prevoza v Moskvi«. V odloku je pisalo, da tradicionalni javni prevoz ni kos čedalje večjemu pretoku potnikov in da je kardinalna rešitev te težave mogoča samo z razvojem novih vrst hitrega prevoza, ki ustrezajo sodobnim ekološkim in ekonomskim zahtevam, so udobne in jih je mogoče integrirati s tradicionalnim prevozom. Odlok je določal tudi, naj Urad za prevoz in komunikacije ter državni Moskovski inštitut za termalne tehnologije nadaljujeta delo na moskovskem enotirničnem prevozu in naj oblikujeta shemo linij enotirnične železnice v prvem četrtletju leta 1999. Odlok Lužkova je predlagal tri enotirnične linije: od Novogirejeve postaje do Nikolo-Arhangelskega pokopališča, od postaje podzemne železnice Vihino do rajona Žulebno in od Krilatskega do Krasne Presnje. Ti predlogi linij se niso uresničili. Projekt je ponovno nadziral B. V. Nikolski.
16. februarja 1999 je bila z odlokom 108-PP ustanovljena delniška družba Moskovska enotirnična železnica. Podjetje je soustanovil Oddelek za državno in občinsko lastnino mesta Moskve, ki je deloval v imenu vlade Moskve in je imel 25 % + 1 delnico. Skupni osnovni kapital Moskovske enotirnične železnice je bil 100 mio. rubljev. Moskvo je v podjetju predstavljal Vladimir Grigorjevič Sister, prefekt Severovzhodnega upravnega okrožja. Generalni nadzor nad implementacijo odloka je izvajal B. V. Nikolski. 3. avgusta 1999 je Lužkov z odlokom 738-RP ustanovil odbor za nadziranje del na enotirnični železnici v Severovzhodnem upravnem okrožju. Sister je postal vodja komisije.
V prvem četrtletju 2000 so na kampusu MITT zgradili poskusno progo enotirnične železnice. Od švicarskega podjetja Intamin so kupili več vlakov. Odlok 49-PP je določal pravila, regulacijo in parametre za gradnjo Moskovske enotirnične železnice.

### Projektiranje
Načrtovali so, da bo enotirnična železnica potekala od nadvoza nad avtocesto M8 do železniškega postajališča Severjaninovo (danes prestopno vozlišče Rostokino), pozneje pa je bil projekt spremenjen tako, da je povezoval dve bližnji postaji podzemne železnice (Timirjazevska in Botaničeski sad) z Vseruskim razstavnim centrom. Takrat je Moskva tekmovala za gostovanje svetovne razstave Expo 2010 in sodobna enotirnična železnica bi lahko pripomogla k imidžu razstavnega centra. Ta ideja je bila uresničena 13. marca 2001 z odlokom moskovske vlade 241-PP. 21. junija so bile razdeljene naloge podjetjem, ki so sodelovala pri projektu enotirnične železnice.
Razvojni načrt Severovzhodnega upravnega okrožja v Moskvi je dajal prednost gradnji enotirnične železnice, ki bi povezovala postaji podzemne železnice Botaničeski sad in Timirjazevska. Ta linija naj bi bila dolga 8,6 km in naj bi imela devet postaj. 25. decembra 2001 so odločili, da bo gradnja enotirnične železnice potekala v dveh stopnjah. V prvi naj bi bil zgrajen odsek od postaje podzemne železnice Timirjazevska do Vseruskega razstavnega centra. 22. maja 2001 je vlada Moskve napovedala, da bo ta linija odprta v drugem četrtletju leta 2003.  Vlada Moskve je poudarila edinstvenost tega objekta in pomanjkanje izkušenj ruskih podjetij v takšni gradnji. 31. januarja 2002 so odločili, da bo na območju Baumanskega depoja tramvajev, kjer je Muzej urbanega potniškega prevoza, odprt depo enotirnične železnice. Da bi pripravili prostor za odsek enotirnične železnice v depoju, so muzejsko razstavo najprej premaknili v delavnico za popravila tramvajev, nato pa v novozgrajeno stavbo, ki je bila odprta v rajonu Strogino 10. septembra 1999.

### Gradnja
Avgusta 2001 se je začela gradnja na ulici Fonvizina. Območje so pripravili za gradnjo, posekali drevesa in izvedli testno vrtanje. 22. septembra je bil zgrajen prototipni okvir za prvi steber. Takrat so bili razstavni vlaki preseljeni iz Baumanskega depoja tramvajev v delavnico za popravilo tramvajev. 2. februarja 2002 je bil zaprt tramvajski tir med VVT in Ostankinom, za tramvajski liniji 11 in 17 pa je bil zgrajen začasen enosmerni obračalni krog.
Zasnovo enotirničnih vlakov je bilo treba prilagoditi, saj so vlaki, kupljeni od Intamina, izkazovali nezadovoljivo delovanje v zimskih razmerah. Prilagoditev je obsegala vgradnjo linearnega motorja, ki je bil produkt inženiringa znanstvenega centra »TEMP« (elektromagnetni potniški prevoz). Dokumenti moskovske vlade so enotirnično železniško linijo, ki je bila v gradnji, omenjali kot »poskusno«.
Konec junija je bila dokončana gradnja enotirnične proge čez ulico akademika Koroljova in začela se je gradnja postaje. Postajo so poimenovali Ulica akademika Koroljova. 15. oktobra je bil obnovljen tramvajski promet na progi od Vseruskega razstavnega centra do TV-centra Ostankino. Decembra so bili nameščeni nosilci vzdolž proge in opredeljena gradbišča vseh postaj. Aprila 2003 se je z namestitvijo nosilcev in gradnjo železniške kretnice začela gradnja Timirjazevske postaje.
Odlok 866-PP moskovske vlade s 14. oktobra 2003 je podrobno opisal proces zaganjanja enotirnične železnice in zagotavljal tehnične parametre. Postavljen je bil rok za oblikovanje sprejemnega odbora, in sicer 24. oktober. 11. novembra so ime končne postaje MMTS Expocentre spremenili v »Ulica Sergeja Ejzenštejna«. 21. novembra je bil vzpostavljen posebni gradbeni zakonik, ki je omejil kopanje jarkov, polaganje javnih instalacij, gradnjo temeljev, dela v predorih in drugo poseganje v pas zemlje poleg enotirnične železnice. Meje tega pasu so bile opredeljene kot 25 m od nosilcev železnice. Omejitve so bile določene tudi za delo, ki znižuje podtalnico, v mejah 100 m od železnice.
Novembra 2003 se je gradnja večine postaj bližala koncu in gradnja železnice je bila skoraj končana. Decembra so izvedli prve preizkuse tirnih vozil.
Odprtje enotirnične železnice so načrtovali za začetek februarja 2004, vendar je bilo to preloženo na 23. februar. 19. februarja je odbor podpisal prejemni certifikat za železnico. 21. februarja je med poskusno vožnjo eden od vlakov odtrgal 15 m tretjega tira. Zaradi nesreče je bilo odprtje železnice ponovno preloženo.
20. aprila 2004 je bil izdan odlok o »dodatnih ukrepih za gradnjo moskovske enotirnične železnice«, ki je podaljšal več gradbenih rokov z 2003 na 2004. Maja so trije vlaki odpeljali testno vožnjo, odprtje pa je bilo ponovno preloženo brez uradnega pojasnila.
11. novembra je prišla na dan informacija, da je nedokončano le še delo pri avtomatiziranem nadzornem sistemu. Istega dne je Dmitrij Gajev, direktor Moskovske podzemne železnice, predstavil linijo medijem.

### Okrnjen »izletniški«vozni red
20. novembra 2004 je enotirnična železnica prvič peljala potnike. V okrnjenem prometnem režimu sta po njej vozila dva vlaka v 30-minutnih intervalih, edina postaja za vstopanje in izstopanje pa je bila Ulica Sergeja Ejzenštejna. Po priporočilih Moskovske podzemne železnice je železnica delovala med 10. in 16. uro. 29. novembra je bila za vstopanje in izstopanje odprta Timirjazevska postaja. Cena ene vožnje je bila za odrasle 50 rubljev, za šolarje in dijake 25 rubljev, za otroke do šestega (pozneje sedmega) leta starosti pa brezplačna.
Na začetku leta 2005 je bil potrjen projekt gradnje proge in ocenjeni so bili stroški projekta. Julija je bil potovalni čas od Timirjazevske do Ulice Sergeja Ejzenštejna skrajšan na okrog 22 minut, delovni čas linije so podaljšali na od 8. do 20. ure in odprli postaji Vistavočni center in Telecenter. 6. februarja je blizu postaje Vistavočni center prišlo do požara na električni opremi, v katerem ni bil nihče poškodovan. Zaradi suma na možno visokonapetostno puščanje blizu mesta nesreče je bila proga zaprta do 11. februarja. 7. maja in 1. junija sta se še zgodili še dve nesreči, ki sta med drugim povzročili škodo na tokovnem tiru. Popravila so v obeh primerih trajala nekaj dni. Odločeno je bilo, da bodo izvedli dodatne preverbe zanesljivosti železnice, kar je predvideni čas odprtja zamaknilo v drugo polovico 2006.
1. septembra 2006 je bila odprta zadnja postaja. 19. in 20. oktobra se je preizkušalo pripravljenost proge za sočasno obratovanje šestih vlakov. Po podatkih osebja železnice so te preizkušnje pokazale nezadostno zanesljivost voznega parka. Zato je bil zagon polnega prevoznega režima preložen na prvo polovico 2007.
26. decembra 2006 je bilo v času nedelovanja poškodovanih približno 400 m napajalne žice med postajama Vistavočni center in Ulica Sergeja Ejzenštejna. Poškodovano mesto je bilo hitro popravljeno in 30. decembra je linija nadaljevala z obratovanjem. Napeljavo je morda poškodoval bager ali druga težka oprema. 27. decembra je bil popravljen vlak EPS 01 sprejet v obratovanje in je bil v kratkem izrabljen za rezervne dele.

### Proračunske pritožbe
Na začetku leta 2007 je Aleksander Lebedjev pri moskovskem tožilcu vložil tožbo proti moskovski vladi, ki po njegovem glede proračunskih zadev v zvezi z enotirnično železnico sprejema neracionalne odločitve. Njegov namestnik je pozneje objavil velik del pritožbe v časopisu.
V času, ko je linija delovala v okrnjenem izletniškem prometnem režimu, je bilo vloženih več pritožb proti vladi, ki so bile podobne tožbi Lebedjeva. Vrhunec pritožb je bil 20. avgusta, ko je Dmitrij Gajev pri odgovarjanju na novinarjevo vprašanje o širitvi dejal: »Za to linijo še vedno ni nobenih načrtov širitve, kar pa ne pomeni, da bo ukinjena. Ta enotirnična železnica je po svoji naravi poskusna in deluje v poskusnem režimu. Enotirnične železnice imajo pravico do življenja in vse na območju Moskve ima pravico do življenja, toda ni načrtov za širitev.« Mediji so to interpretirali tako, da se je poskus z enotirnično železnico končal in da ni več načrtov za razvoj hitrih enotirničnih prevoznih sistemov v Moskvi.

### Prehod na režim rednega potniškega prometa
V prvem četrtletju leta 2007 je bilo odpravljanje manjših težav, na katere so naleteli v polavtomatskem nadzornem sistemu, končano. Debata o prehodu se je začela decembra po izgradnji mostov, ki so povezovali perone na običajnih postajah, za olajševanje izhoda v sili. Prav tako v decembru je bil podpisan certifikat, s katerim so dotedanji lastniki enotirnične železnice predali lastništvo moskovski vladi.
V januarju 2008 je linija začela delovati v prevoznem načinu. Postaje so bile za redni potniški promet odprte med 6.50 in 23. uro. Čas potovanja je bil med 9 in 22 minut, istočasno pa je vozilo dva do pet vlakov. Cena ene vožnje se je znižala na 19 rubljev, na voljo pa so bile tudi študentske vozovnice. V prvem tednu prevoznega načina se je z enotirnično železnico prepeljalo 37.871 potnikov, dnevna uporaba pa je bila 5700–6200 med tednom in 7000 med konci tedna; februarja je dosegla 12.000 na dan. Uporaba enotirnične železnice leta 2008 je bila povprečno 9600 potnikov na dan.
Novembra 2008 se je največje število delujočih vlakov povečalo s petih na šest, 1. decembra pa je stopil v veljavo nov vozni red.
Povprečna dnevna uporaba leta 2009 je dosegla 11.200 potnikov na dan, kar je odražalo 17,3-% povečanje glede na predhodno leto. Takt med vlaki se je tega leta zmanjšal s 6 minut in 55 sekund na 6 minut in 35 sekund, krožna vožnja na liniji pa je trajala 39 minut in 40 sekund.
Julija 2008 je moskovska mestna vlada razširila seznam kategorij državljanov, ki imajo pravico do brezplačnega potovanja po enotirnični železnici.
Leta 2010 je cena običajne vozovnice zrasla na 26 rubljev, enako kot za moskovsko podzemno železnico, s 1. januarjem 2013 pa so vozovnice ene in druge postale veljavne za obe prevozni sredstvi. Prestopi s podzemne na enotirnično železnico in obratno so brezplačni 90 minut od prvega vstopa na katerokoli.

### Vrnitev na okrnjen vozni red
Od leta 2016 je proga vključena v sistem moskovske podzemne železnice. V januarju 2017 se je linija vrnila na okrnjen vozni red: interval vožnje 30 minut, obratovalni čas od 8:00 do 20:00. Odločitev je bila pojasnjena z zmanjšanjem števila potnikov na liniji po začetku obratovanja Moskovskega centralnega obroča in novega odseka Lublinsko-dmitrovske linije leta 2016: po uradnih statistikah je število potnikov na moskovskem monorailu upadlo za 15 %, obenem pa so se pojavile težave s prisotnostjo rezervnih delov za popravilo vlakov, zaradi česar se je zmanjšalo število vlakov, primernih za delovanje na progi. Cena voženj je ostala enaka.
Po spremembi intervala so se pojavile kritike potnikov, ki opažajo, da v času prometnih konic ter med izvedbo razstav in drugih množičnih dogodkov na VDNH prihaja do težav pri vkrcanju zaradi prezasedenosti vlakov.

## Postaje
Enotirnična železnica si deli enoten sistem označevanja postaj z Moskovsko podzemno železnico.
Povprečni potovalni čas med Timirjazevsko in Ulico Sergeja Ejzenštejna je 17 minut.

## Infrastruktura
Vsaka postaja na enotirnični železnici je bila zgrajena ločeno. Vsako sestavljata dve ravni, med katerima so stopnice, tekoče stopnice in dvigalo. Pet od šestih postaj je bilo zgrajeno po načelu »otoka«, kar pomeni, da je peron samo en, vlaki pa ustavljajo ob eni ali drugi strani. Ulica akademika Koroljova je zgrajena v obliki razcepljenega otoka: perona sta dva, vlaki pa vozijo med njima.
Upravljanje enotirnične linije lahko poteka samodejno iz računalniške nadzorne sobe, ki je v Baumanskem depoju vlakov. Na vsaki postaji so tudi dispečerske sobe, iz katerih je mogoče daljinsko nadzirati vlake, ki so na postaji. Trenutno vlaki enotirnične železnice delujejo v polavtomatskem načinu, v katerem vlake nadzira elektronski sistem. Obstaja tudi ročni način, v katerem vlake nadzira upravljavec iz depoja. Enotirnično železnico poganja sedem razdelilnih postaj, ena za vsako postajo in ena za depo.

## Kritike
Kritike v medijih se primarno nanašajo na zasnovo sistema (nizka hitrost in kapaciteta), izbrano traso železnice in idejo prevoza z dvignjeno platformo (enako kapaciteto in hitrost naj bi imel tudi tramvaj). Nekdanji moskovski politik Aleksander Lebedjev je denimo pisal:
| “ | Postavitev in začetek obratovanja delovanja prve linije moskovskega enotirničnega prevoza sta kompromitirala zamisel mestne enotirnične železnice kot take. Rezultat uvedbe sistema Intamin Transportation Ltd. daje podlago za domnevo, da se je sistem izbiral po dveh kriterijih: minimalni deklarirani strošek izgradnje s strani podjetja razvijalca in všečen videz. Pri tem je bilo prezrto priporočilo Akademije za komunalno gospodarstvo iz 60. let, ki je neviseče enotirnične železnice s pnevmatsko vleko priporočil le za južne regije ZSSR. Kot transportni sistem Intamin Transportation Ltd. ni optimalna rešitev: širina kabine vlaka je zožena na 2,3 metra, kar je upravičeno le ob speljavi proge skozi ozke ulice. | ” |

Predmet kritik je bila tudi zmogljivost železnice (200 oseb pri standardu 5 oseb/kvadratni meter ali 290 pri standardu 8 oseb/kvadratni meter), saj naj bi bilo prostora premalo za nekaj, kar naj bi bila »alternativa lahkemu metroju«. Novinarka Elena Komarova je denimo leta 2006 napisala:
| “ | Po prehodu z izletniškega na delovni režim bi se moralo število obratujočih vlakov na enotirnični železnici povečati za štirikrat, vlaki pa bi morali voziti med 6. in 1. uro ponoči v petminutnih intervalih, vozeč 3500 ljudi na uro ... – (za primerjavo, moskovski tramvaji so oblikovani za okrog 15–20 tisoč ljudi na uro, »lahki« metro lahko sprejme do 22 tisoč ljudi na uro, podzemna železnica pa do 80 tisoč.) ... Zaenkrat enotirnična železnica ne dviguje cen na območjih za gradnjo, niti ne kapitala celotnega mesta. Trenutno samo porablja proračunska sredstva. Je utrujajoča igrača. | ” |

Navedek sicer ne upošteva, da statistike ljudi na kvadratni meter delujejo le do okrog 50.000 ljudi na dan, kar, upoštevaje trenutno kapaciteto obremenitev Moskovske podzemne železnice, se približa urni kapaciteti Butovske linije. Če dejstvo, da obstoječe število vlakov enotirnične železnice in dimenzije vlakov, ki so bili zgrajeni za prvi odsek depoja upoštevamo, se takšna statistike ne ujema s potencialom vsaj osemkrat, saj (po podatkih na spletni strani podjetja) vlake lahko sestavlja do deset vagonov (kakor na trenutnih linijah Moskovske podzemne železnice, linije podzemne železnice pa imajo običajno 42–44 delujočih vlakov na uro, kar bi zadovoljilo potniški promet enotirnične železnice 38.000 ljudi na uro v obe smeri (ali 23.000 na uro v okviru obstoječe ureditve), kar pomeni, da enotirnična železnica lahko obvlada vsaj enako količino prometa kot Butovska linija in bi lahko mogoče obvladovala dnevni promet Filjovske linije.
Podporniki projekta trdijo, da so trenutne nadzemne moskovske transportne linije skupaj z avtocestami v zelo slabem stanju in da bi bila gradnja še ene linije podzemne železnice predraga ter da bi zaradi hrupa znižala ceno zemljišč na območju, kjer bi potekala gradnja.

### Druge težave
Poleg finančnih težav je bilo z nezadovoljstvom sprejeto, da je bil zaradi gradnje depoja enotirnične železnice zaprt Moskovski muzej množičnega prevoza. Drugi prebivalci so se pritoževali zaradi spremembe vedute mesta po izgradnji postaje Akademika Koroljova — verjamejo, da tir enotirnične železnice ni estetsko zadovoljiv in zastira pogled čez istoimensko cesto.

## Načrtovano zaprtje in preureditev
Leta 2012 je uradnik moskovske vlade izjavil, da bo celotna enotirnična proga najverjetneje zaprta in razstavljena, saj da je nedobičkonosna in ne deluje skladno s pričakovanji. Isti uradnik je kot razlog za načrtovano zaprtje navedel tudi njeno slabo zasnovo.
10. septembra 2015 je članek v ruskem tisku trdil, da obstajajo načrti za skrajšanje enotirnične železnice za skoraj polovico: porušil naj bi se odsek od Ostankina do depoja Rostokino, preostali 3-kilometrski odsek pa bi bil pozneje obnovljen in narejen lažje dostopen. Porušeni odsek naj bi zamenjala tramvajska linija.
Druga poročila so septembra 2015 trdila, da ni jasno, ali bo moskovska mestna vlada zaprla samo del enotirnične železnice ali celotno.
Moskovski mestni uradniki so maja 2017 napovedali načrte, po katerih bi zaprli celotno enotirnično železnico in jo nadomestili s tramvajsko linijo. Načrti so predvidevali demontažo dela dvignjene strukture začenši leta 2018 in prilagoditev preostanka s tramvajskimi tirnicami.
Konec leta 2018 je moskovska vlada izjavila, da enotirnična železnica ne bo ukinjena.
Avgusta 2020 so ponovno krožila poročila o skorajšnjem zaprtju.